# T-14 아르마타
T-14 아르마타(Т-14 «Армата»)는 아르마타 다용도 차체 프로젝트(Armata Universal Combat Platform)를 기초로한 러시아의 3.5세대 주력전차다. 2015 모스크바 승리의 날 퍼레이드의 리허설에서 포탑과 포가 가려진 채로 처음으로 대중에 공개되었다. 2015년부터 2020년까지 러시아군은 2,300대의 T-14전차를 생산할 계획이다. T-14 아르마타는 소련의 붕괴 이후 러시아에서 처음으로 개발한 주력전차다.

## 특징
다양한 혁신적인 특징에서 알 수 있듯이, T-14는 러시아 주력전차의 새로운 세대라 말할 수 있다. 가장 큰 새로운 특징은 세명의 승무원이 정면의 장갑캡슐에 탑승하고 무인포탑을 적용한 점이다.
전차의 개발에는 5년이 소요되었다. 그리고 장기화된 개발, 과도한 중량, 가격 등을 이유로 취소된 T-95 (object 195)프로젝트를 계승하였다.

T-14의 주무장은 이전의 2A46 주포를 새로 바꾼 2A82-1M 125 mm 활강포이다. 주목할 만한 특징은 무인포탑으로 인한 연기 배출기의 부재다. 발사속도는 분당 10-12발이고, 최대 사거리는 8km이다. 전차의 광학장비는 낮에는 5km거리의 멀리에서 전차크기의 물체를 관측할 수 있고, 야간에는 열상장비를 통해 3.5km거리의 멀리에서 관측할 수 있다. 포수의 조준경은 4x와 12x배율의 광학 줌을 가지고 있다. 레이저 거리 측정기는 이론적으로 최대 7.5km까지 측정할 수 있다. 이 시스템은 이중으로 되어 보조 시스템이 있다(낮은 성능). 이동간 사격이 가능하다. 승무원은 고해상도 카메라를 사용해 360도 전방을 볼 수 있다.
러시아제가 그래왔듯이 카탈로그-언론에 공개된 스펙은 현실 초월급으로 강하다.2A82-1M주포를 위해 개발된 Vacuum-1 APFSDS탄은 900mm이상의 관통자를 가지고 2000m거리에서 RHA에 1000mm수준의 관통력을 가진다고 언론에 공개했지만 투피스 탄약을 사용한 이상 언론플레이에 가까울 것으로 추측된다. 새로운 작동방식의Telnik 고폭탄도 사용 가능하다. 또한 구 소련 전차의 특징인 포발사 미사일이 사용 가능하며, 새로 개발된3UBK21 Sprinter ATGM 을 사용한다. 이 미사일은 대공용으로도 사용할 수 있다.

#### 기관총
부무장으로는 300여발의 12.7 mm Kord (GRAU index 6P49) 기관총(퍼레이드에서는 보이지 않았다.)과 1000여발의 7.62 mm PKTM (6P7К) 기관총이 있다. 모든 화기는 원격으로 조종된다. 추가로, 1000여발을 보관할 수 있다. 12.7 mm 기관총은 시야를 가리는 것이 없는 포탑 상부의 전차장용 관측장비 위에 설치되었고, 포탑 전면에는 7.62 mm machinegun 동축 기관총용으로 추측되는 독특한 슬릿이 있다.

#### 기타 무장
향후에는, T-14는 2A82 125 mm 주포 대신에 2A83 152 mm 주포를 장착할 수도 있다. 이 주포는 2000년쯤에 T-95 프로토타입용으로 개발된 것으로, 1,980 m/s의 포구초속을 가지고 2km지점에서 1,900 m/s의 속도를 가진 고속 APFSDS탄을 사용할 수 있다. 그러나, 러시아의 공학자들은 더 큰 구경의 포가 몇가지 장점을 가졌음에도 오랜시간 동안 125mm주포의 포탄을 개량하면서 충분한 성능향상을 이끌어 내었다.
T-14는 대공 미사일을 사용할 수 있다. 30mm 대공포가 12.7mm 기관총 대신에 설치 될 가능성이 있다.
=== 기동력 ===.
T-14는 ChTZ 12Н360 (A-85-3A) 1500마력의 디젤엔진을  엔진의 수명은 다른 현대전차와 유사한 2,000시간 (1,500마력으로 사용시) 정도고, 1,200마력으로 사용시 최대 10,000시간이라고 한다. 엔진은 전자식으로 작동된다. 작전반경은 500 km이상이다.
T-14는 12단계의 자동변속기를 사용하고, 최대시속은 80-90km이다. 적어도 한명의 전문가는 외부에 후진 및 분할장치가 있어 전진과 후진이 동등한 기어 단계를 갖는 전자 제어 기계식 기어박스가 있다고 추정한다. 다른 정보에서는 일부분 또는 전체에 연속 가변 변속기가 적용되어 있을 것이라 본다. 소련/러시아의 고유한 디자인인,변속기와 엔진이 하나로 결합된 형태가 적용되어 30분만에 교체가 가능하다.
이전의 T-90/80/72/64같은 소련/러시아 전차와 다르게, T-14는 T-80을 기초로한 700 mm 크기의 차륜을 가지고 있다. 그리고 첫 바퀴와 마지막 바퀴로 추정되는 적어도 두개의 서스펜션을 조정하는 기능을 가지고 있다. 퍼레이드 리허설 영상에서, T-14 의 앞쪽 첫번째 바퀴가 조정되는 모습이 보였다. 이와 공개된 몇몇 디자인 설계는 향상된 제자리 회전기능을 제공하는 레버 암 완충기를 기초로한 유압식 서스펜션을 사용하는걸로 추정된다. 액티브 서스펜션 시스템의 부드러운 승차감 덕분에 표적 지시시간이 2.2배, 표적 관측과 대응이 30%향상되었다.
많은 요인이 전차에 전략적 기동능력을 부여해주었다. 48톤 가량으로 제한된 무게는 철도수송, 엔진과 변속기 수명, 다리 통과에 많은 이점을 준다. 추가로, 모든 장비를 장착하고 승무원을 태운 상태로 An-124수송기로 두대의 전차를 수송할 수 있다. 러시아에서 가장 많은 수를 차지하는 Il-76수송기로는 PS-90이 장착된 기종만이 수송할 수 있다.

### 방어력
폭발반응장갑 Malachit에 더해서 T-14에는 능동방어장치인 Afghanit(러시아어: Афганит)가 있는 것이 특징이다. 이 시스템에는 레이다가 포함되어 있어 운동에너지탄과 텐덤탄두를 포함한 대전차 무기를 추적하고 차단한다. 현재는 최대1,700 m/s의 목표까지만 차단할 수 있지만 앞으로 최대3,000 m/s로 끌어올릴 계획이다. 뉴스 정보에 의하면 전방향에서 방어를 할 수 있다고 한다.
Defense Update 가 이 전차에대한 분석결과를 공개하였는데, Afghanit의 주센서는 아마도 AESA레이다로 포탑에 4방향에 장착되어 360°전방향을 관측할 수 있고 포탑 상부에 하나더 장착된것으로 추정된다. 또한, 능동방어시스템은 하드킬과 소프트킬 둘다로 구성되어 소프트킬 장비가 적외선 또는 레이저 유도 미사일을 교란시키는 동안 하드킬 장비가 다가오는 발사체를 요격하는 것으로 보인다. Hellfire, TOW, Javelin, Spike, Brimstone, JAGM, 등을 포함한 대부분의 현대 ATGM을 막을 수 있는 것으로 예상된다.
Afghanit 하드킬 발사기는 긴 튜브로 포탑 정면과 차대에 군데 장착되어 있다. 이것은 전자식으로 작동되며 폭발성형관통자를 모표물을 향해 발사한다. 그외에, 전차에는 NII Stali의 반구형 복합체가 장착되어있다. 이것은 Defense Update 가 언급한 소프트킬 장비로 추정된다. 추가적으로, AESA 레이다와 대공 기관총을 사용하여 다가오는 미사일과 저속탄을 요격할 수 있는 것으로 추정된다.
세명의 전차 승무원은 내부의 900 mm이상의 RHA 장갑캡슐에 의해 보호되어 생존확률을 높여준다. 차대와 포탑 모두 러시아 최신의 ERA 시스템이 정면과 측면, 후면에 장착되어있다. 포탑의 디자인은 전파 반사와 적외선 배출을 최소화 시켜준다. T-14 컴퓨터화된 통합 컨트롤 시스템을 사용하여 모든 전차 모듈을 모니터링 한다. 전투 시, 프로그램은 위험을 감지하고 이에 대해 알리거나 자동적으로 위협을 제거하기 위해 작동된다고 한다. 아르마타 플랫폼의 세라믹 장갑구성요소들은 2015년 중반부터 양상이 시작되었다.
2015년 7월, 전차생산업체 Uralvagonzavod의 대변인은 T-14는 전파흡수페인트와 열 차단 구조덕분에 레이다와 적외선 탐지가 되지 않을것이라 한다. 하지만, 미국과 러시아 전차 전문가들은 이 검증되지 않은 주장에 대해 의심하고 있다. 미국의 은퇴한 군 고위 장교는 현대의 열기술은 차량 움직임, 무기 발사, 승무원 노출, 또는 50톤 전차를 움직일수 있는 엔진등의 발열 부품 배치에 상관없이 집어넣을 수 있다고 말했다. 러시아 분석가는 스텔스 기술은 항공기에서는 레이다 반사 면적을 줄여 다른 항공기나 지상 기지로분터 관측되는 것을 줄이는 것이라면 지상차량들은 혼란을 주어 항공기로부터의 관측을 어렵게 하는 것인데 이둘의 기술은 겹치지 않는다는것을 지적했다.

### 센서와 통신
T-14에는 100km범위의 26,5–40 GHz AESA레이다가 장착되어 능동방어시스템에 사용된다. 최대 40대의 항공기와 25개의 지상목표물을 최대 0.3m 크기까지 추적할 수 있다. 추적시스템은 APS나 주포 통제 컴퓨터에 자동 사격 정보를 전송한다. 전차는 포격 목표를 지정할 수 있고, 방공 및 정찰기능을 제공한다. T-14는 고도로 보안된 통신 채널을 사용한 다른 T-14그룹과 통신할 수 있다.
전차장과 포수는 전자기 스펙트럼과 열화상채널 그리고 레이저 거리측정기가 포함된 다중 분광 영상을 가지고 있다. 전차장의 관측기는 포탑 상부에 설치되어 있어 360° 전방의 시야를 가지지만, 포수의 관측장비는 포 왼쪽 포탑 틈새에 위치해 있어, 전차장의 것에 종속된다. 추가로, 반자동시선유도 포발사 미사일을 위한 직접적인 관측창과 레이저 지시기가 설치되어 있다. 관측범위는 전차크기의 물체를 낮에는 7,500 m 밤에는 ≈3,500 m까지이다. 추가로, 비상용으로 2,000/1,000 m 탐지능력의 광증폭 야간 투시경이 달려있다. 운전수는 전통적인 관측창과 FLIR카메라는 가지고 있다. 그리고 전방위 시야를 위한 다수의 카메라가 있다. 일반적인 포탑 해치의 시야가 없는 것을 대체하기 위한 전 방위 비디오 카메라가 설치되어 있다. 비록 극히 제한된 시야 때문이지만 360도 범위의 카메라는 T-14의 가장 독특한 특징이다. 승무원들이 차체 정면에 모여있기 때문에 카메라가 없다면 매우 적은 시야만을 가지게 된다. 비록 T-14가 러시아의 차세대 전차이지만, 몇몇 구성요소들은 모두 자체생산 할 수 없을 것이다. 사이버 보안 전문가는 야간 열상장비의 핵심부품의 러시아 생산이 어려움을 공개하고 과거에 서방이나 중국의 것을 구매하려는 시도가 있다고 하였다. 이것은 T-14의 구성요소를 우크라이나 분쟁 때문에 러시아 외부에서 얻기 어려워 졌다는 것을 의미한다.

## 사진

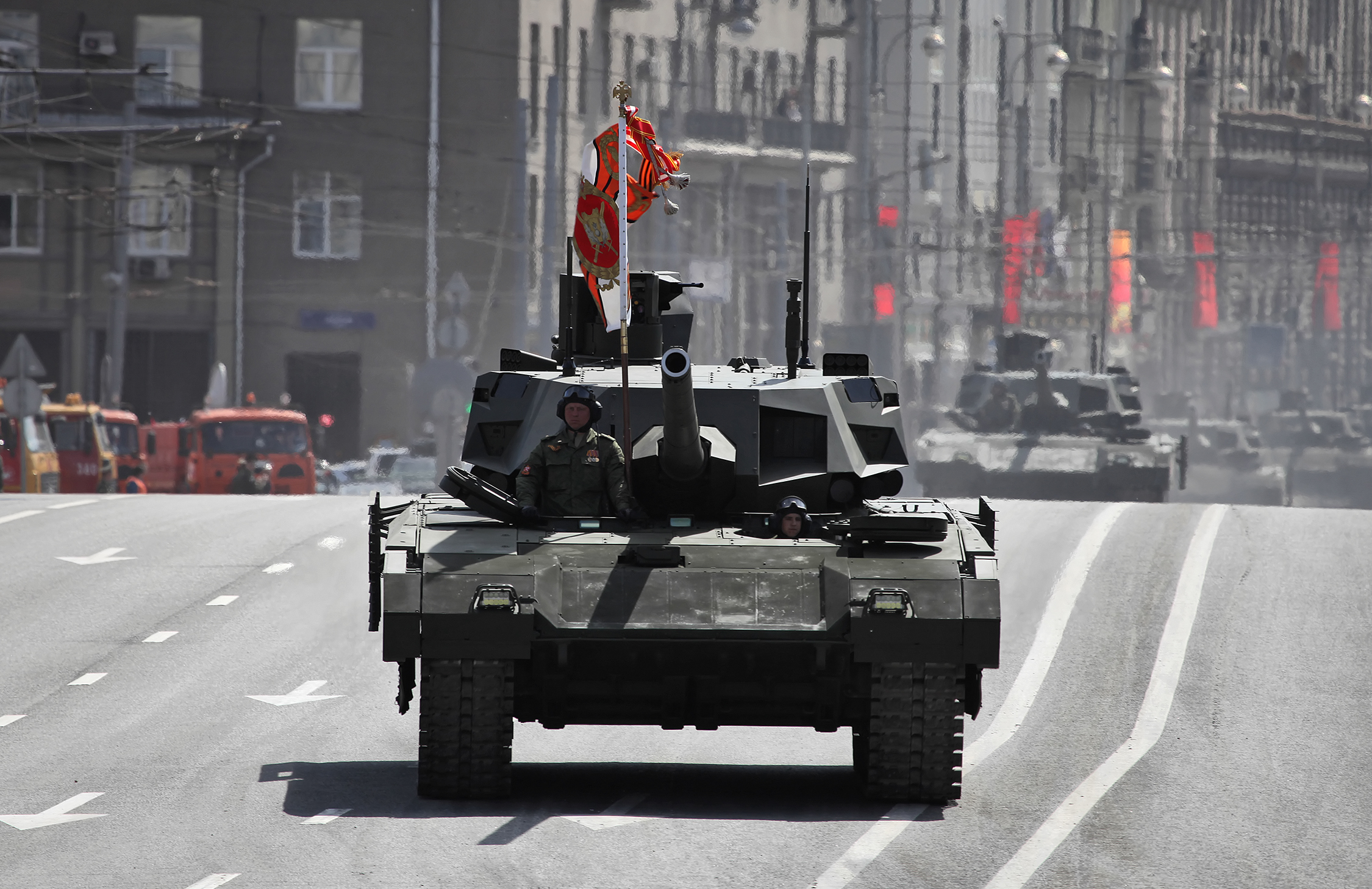
정면
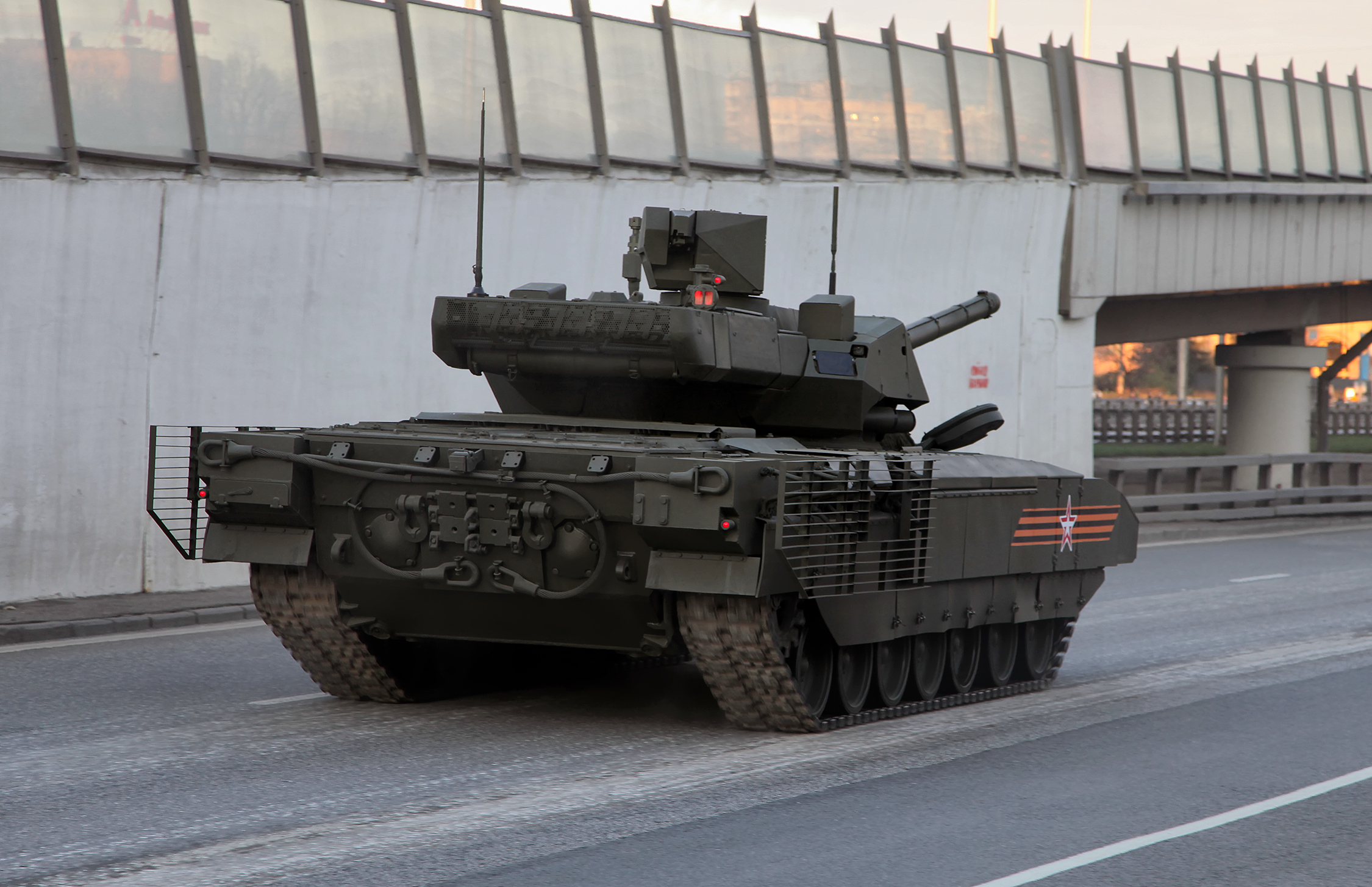
측후면
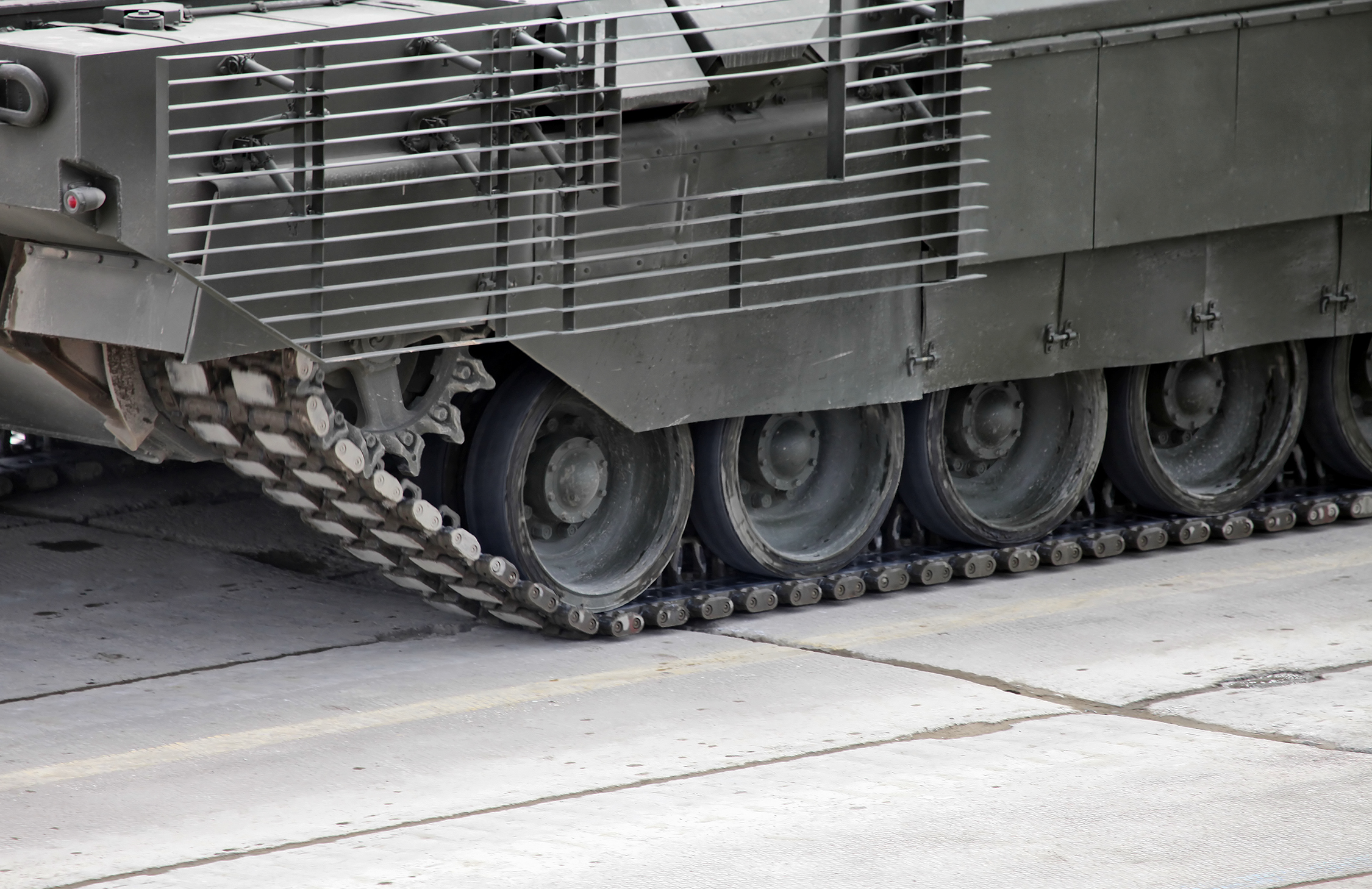
엔진 부분 확대
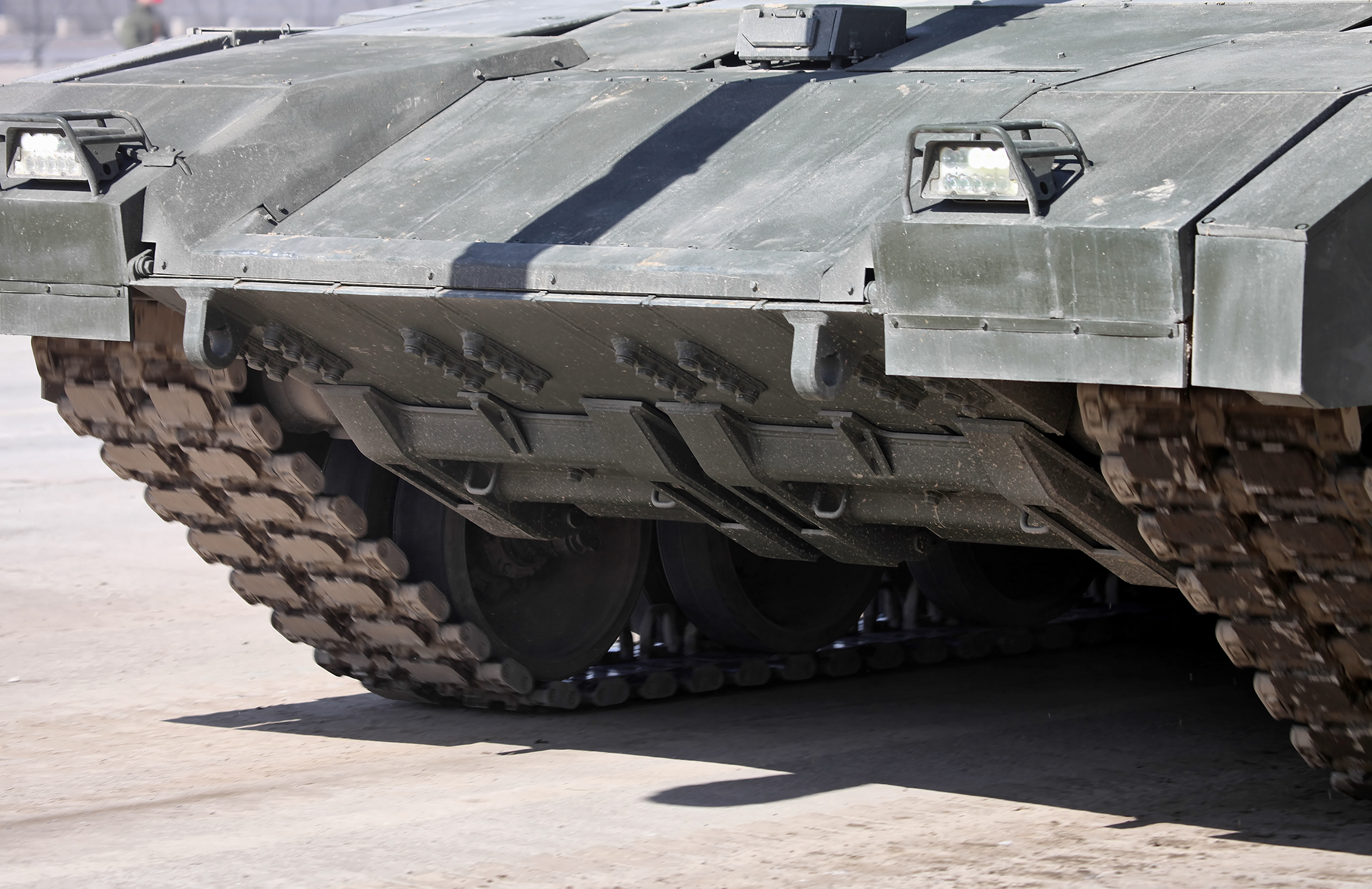
정면 확대
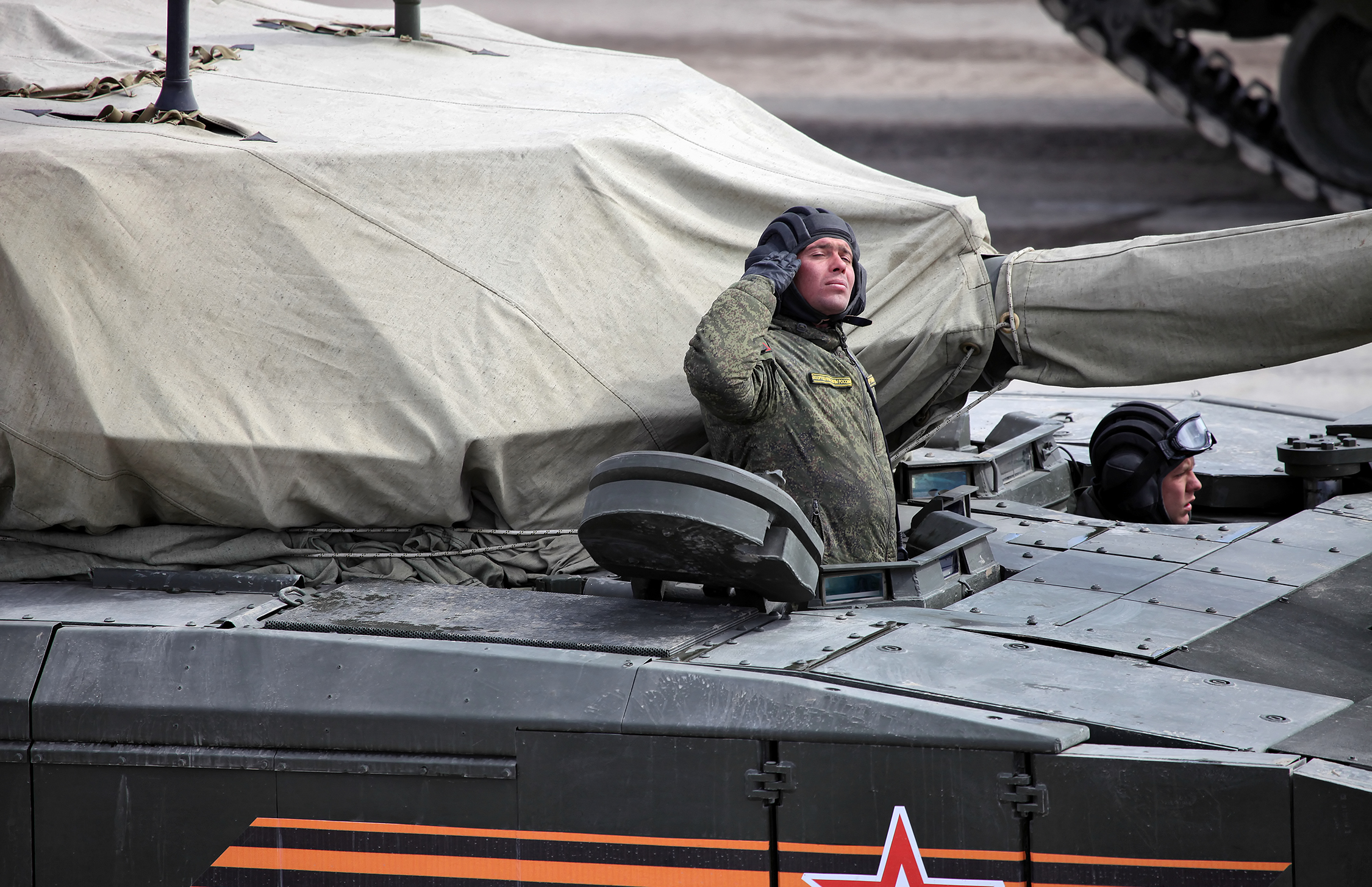
승무원들이 나와있는 모습
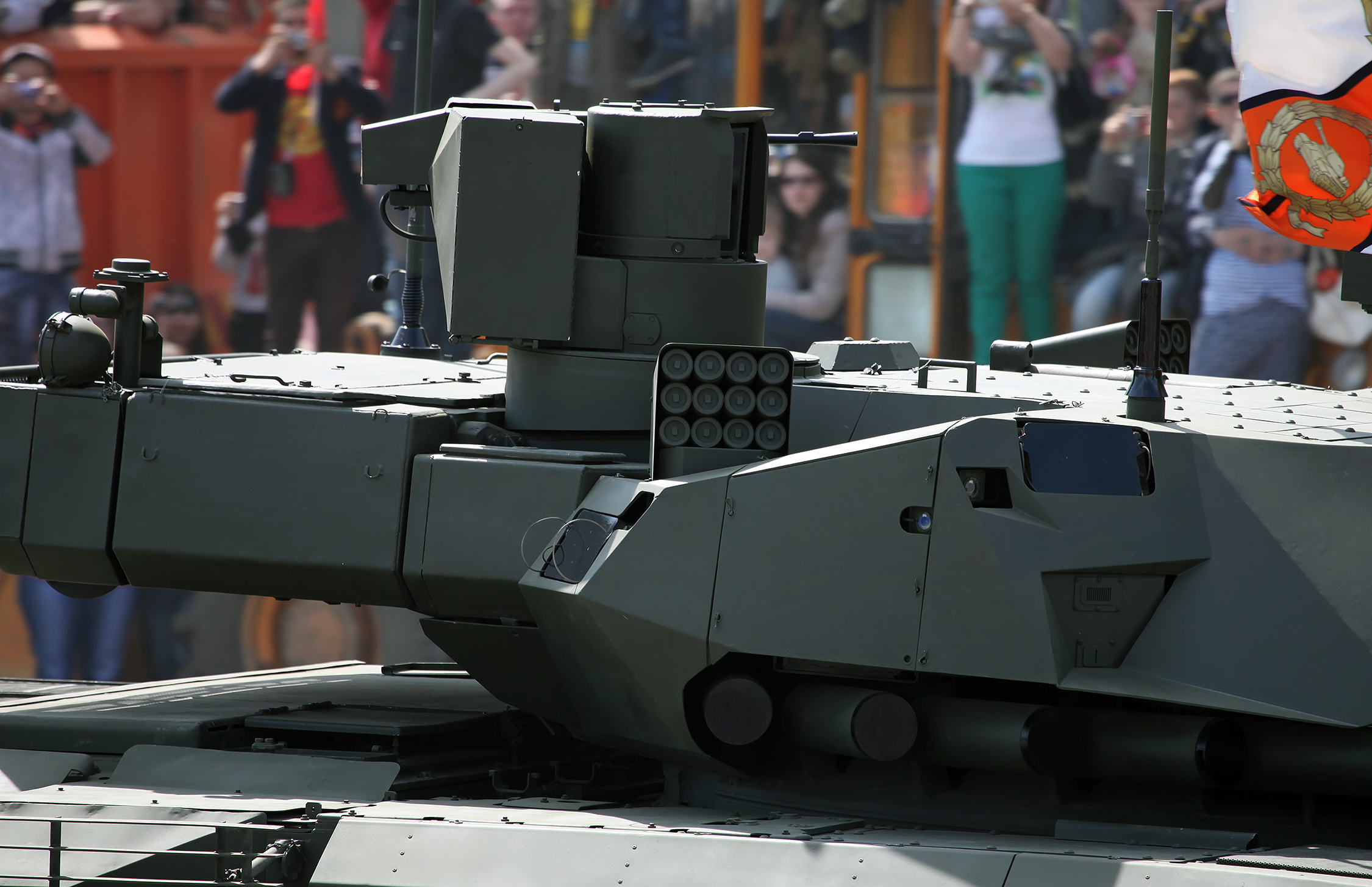
포탑 확대

## 같이 보기
- T-15 아르마타
- T-72
- T-80
- T-90